# Johann Melchior Dinglinger
Johann Melchior Dinglinger, född 26 december 1664 i Biberach an der Riss i Schwaben, död 6 mars 1731 i Dresden, Kurfurstendömet Sachsen, var en tysk guldsmed och hovjuvelerare åt kurfurst August den starke av Sachsen.

## Biografi
Dinglinger lärde sig guldsmedshantverket i Ulm. Som gesäll flyttade han 1692 till Dresden, där han 1693 upptogs i guldsmedsskråt. År 1698 utsågs han till hovjuvelerare av kurfurst August den starke. Fram till sin död 1731 var han verksam i Dresden.
Dinglinger gäller som en av barockens mest betydande guldsmeder. Med sina 14 gesäller skapade Dinglinger praktfulla konsthantverk i sin verkstad, bland annat den kända Gyllene kaffeservisen och Hovet i Delhi med 132 figurer, ett centralt verk inom barockens juvelerarkonst. Hovet i Delhi tillverkades under åtta år mellan 1701 och 1708, med hjälp av Dinglingers bröder, emaljören Georg Friedrich (1666–1720) och juveleraren Georg Cristoph (1668–1728), utan en föregående beställning, men köptes av kurfursten för den enorma summan 60 000 thaler. På grund av stora nordiska kriget och Karl XII:s ockupation av kurfurstendömet Sachsen kunde dock köpesumman till större delen betalas först 1713. Förutom kurfursten var även dennes allierade, den ryske tsaren Peter den store, en stor uppdragsgivare, och vid ett besök på Dinglingers vingård 1712 blev tsaren så förtjust i den anemometer som Dinglinger låtit bygga in där att han lät tillverka en kopia för sitt nya sommarpalats i Sankt Petersburg.
Dinglinger var gift fem gånger och fick sammanlagt tjugotre barn. Han begravdes på den gamla S:t Johannes kyrkogård i Pirnaische Vorstadt. Kyrkan och kyrkogården revs i samband med gatuomläggningar på 1860-talet, och graven är idag försvunnen.

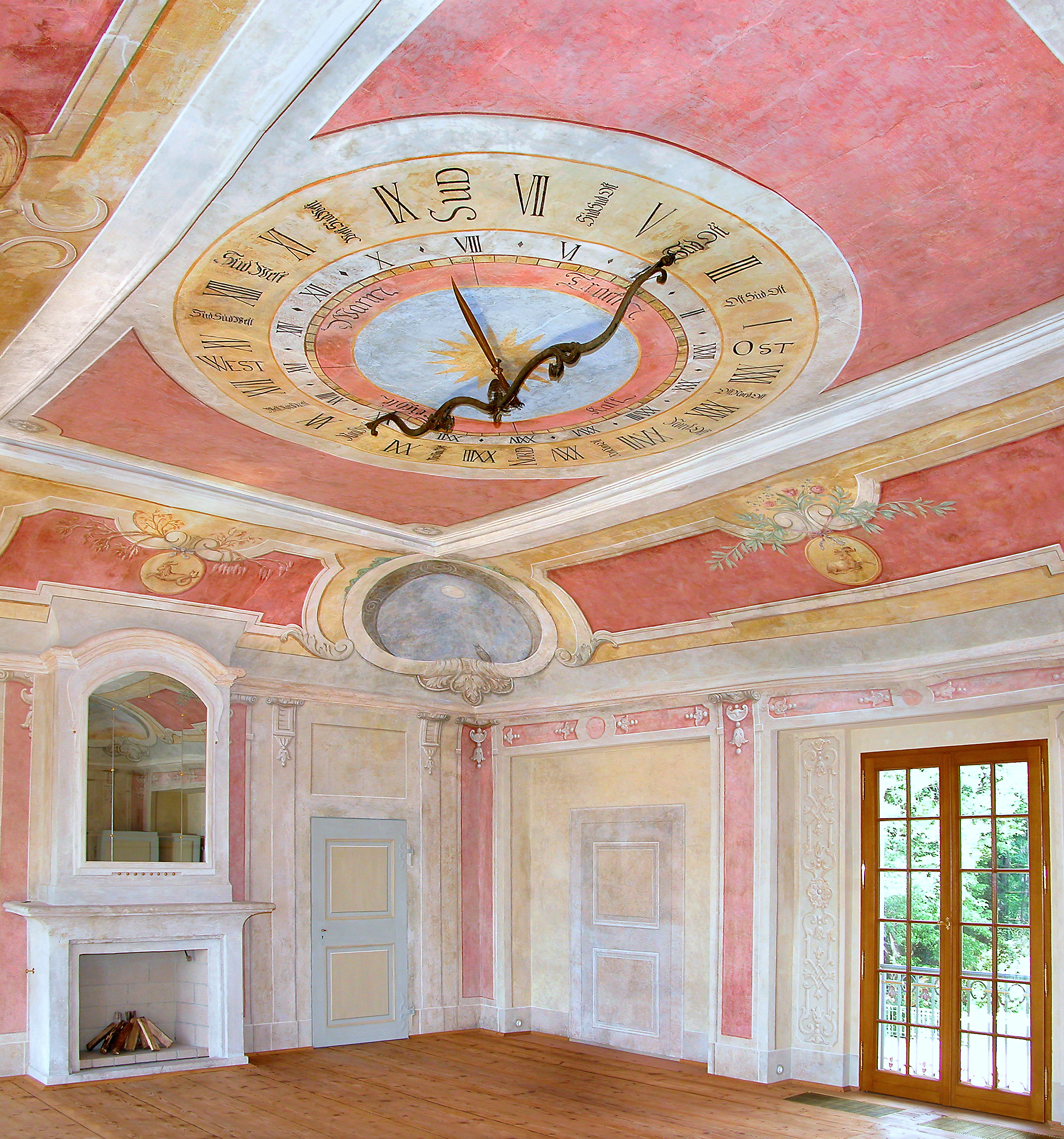
Interiör i Dinglingers vingård i Loschwitz. I taket finns en anemometer, tillverkad av hovmekanikern Andreas Gärtner.

Den så kallade Dinglingerbrunnen i Dresden restes på uppdrag av Dinglinger utanför bostaden Frauengasse 9. Huset gällde på sin tid som en av Dresdens sevärdheter, med ett observatorium, väderur och brandspruta. Dinglingerhuset och de omkringliggande husen i Neumarktviertel har förstörts två gånger, först i sjuårskriget och därefter i andra världskrigets bombanfall, och brunnen flyttades 1966 till den nuvarande platsen vid Gewandhaus. På platsen för det historiska Dinglingerhuset står sedan 2018 en kopia med en utvändig rekonstruktion av fasaden. I stadsdelen Loschwitz i Dresden finns Dinglingers bevarade sommarbostad med en vingård.

## Verk
Stora delar av Dinglingers produktion kom att ställas ut i August den starkes kuriosakabinett Grünes Gewölbe i Dresdens residensslott, där de sedan slottets återuppbyggnad åter finns tillgängliga för allmänheten.

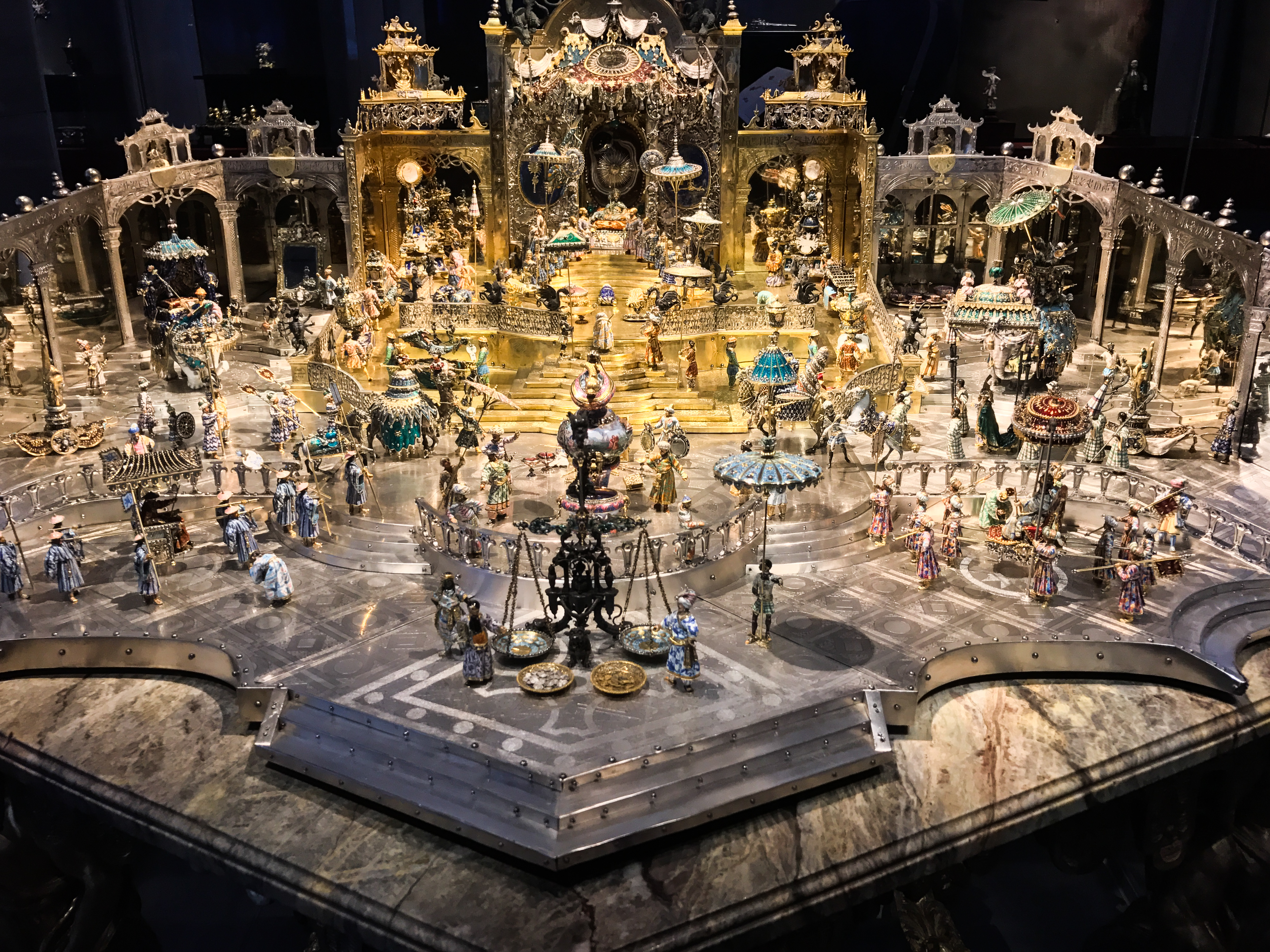
Hovet i Delhi på stormogul Aurangzebs födelsedag
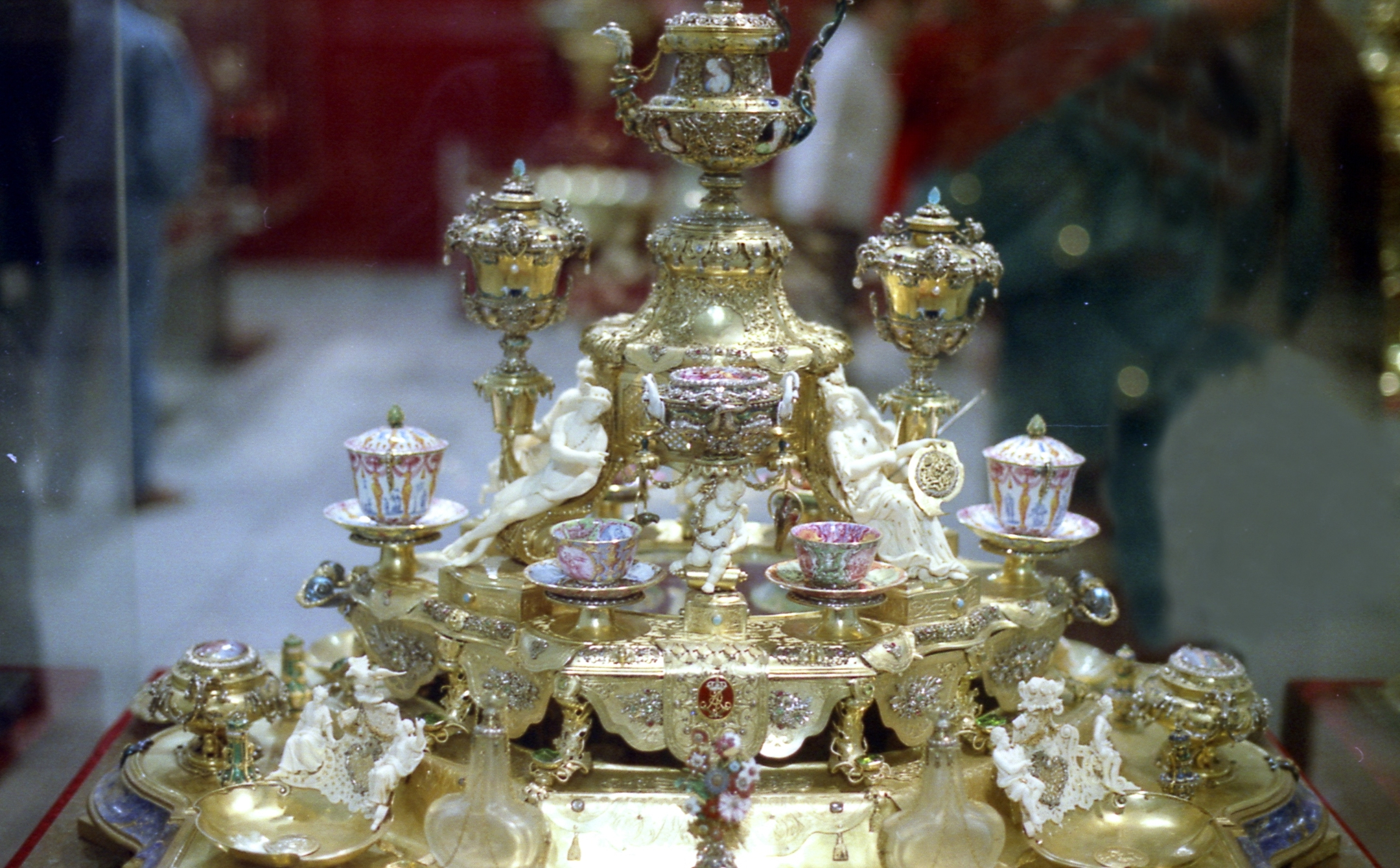
Den gyllene kaffeservisen
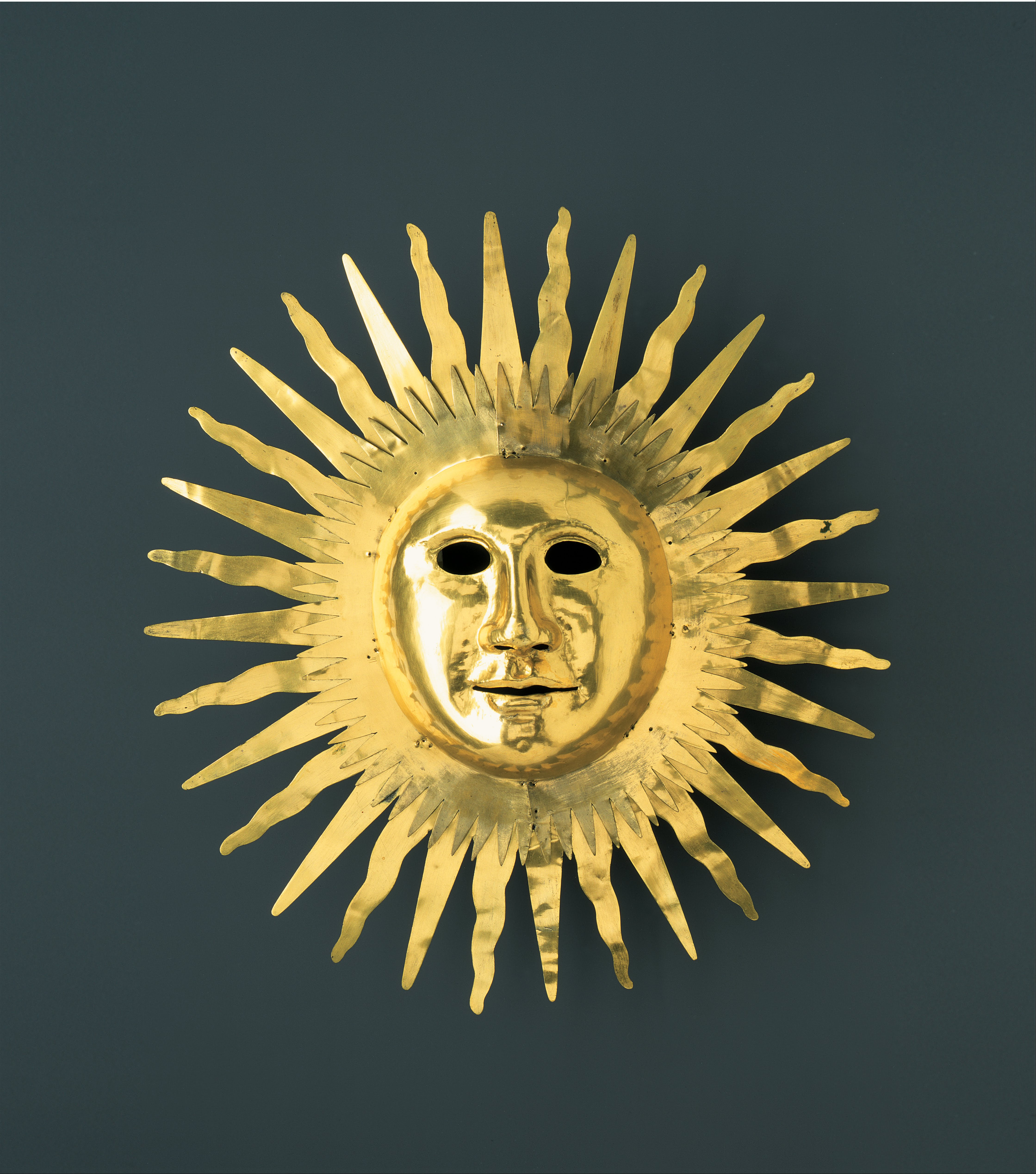
Solmask med August den starkes ansiktsdrag som Apollon, solguden.
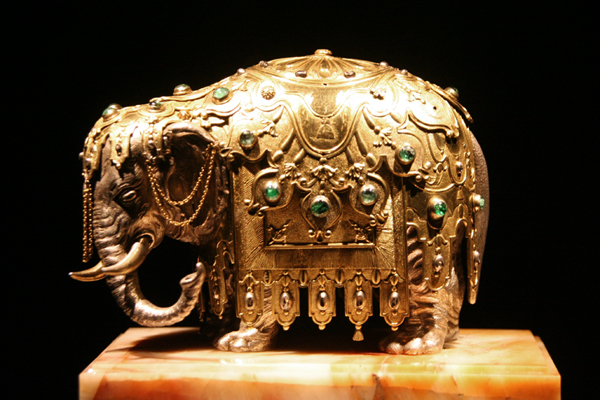
Gothaelefanten i Friedensteins slott.
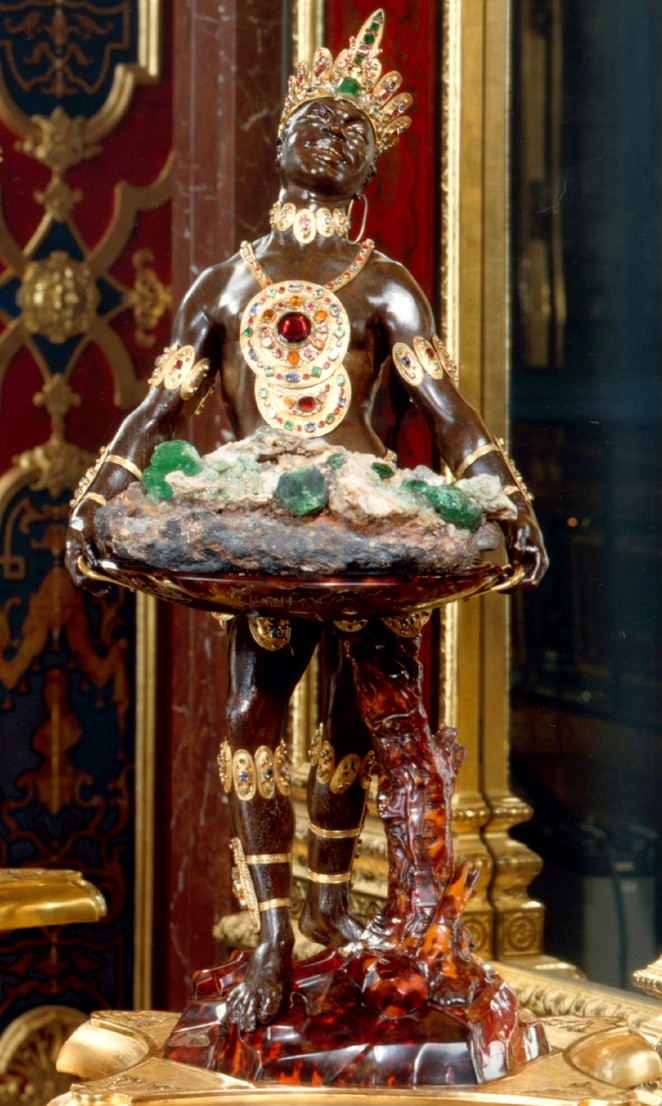
Morian med smaragdkluster